# ماركو غريم
ماركو غريم (بالألمانية: Marco Grimm)‏ (16 يونيو 1972 في ألمانيا - ) هو لاعب كرة قدم ألماني في مركز الدفاع. لعب مع آينتراخت براونشفايغ وبايرن ميونخ الثاني وبايرن ميونخ وغراتزر أي كاي ونادي شتوتغارت ونادي كارلسروه ونادي كايزرسلاوترن و1. FC Kaiserslautern II ‏ و وVfB Gaggenau ‏.

## وصلات خارجية
- ماركو غريم على موقع قاعدة بيانات كرة القدم.إي يو (الإنجليزية)
- ماركو غريم على موقع بيانات كرة القدم. دي إي (الألمانية)
- ماركو غريم على موقع عالم كرة القدم.نت (الإنجليزية)